# Annual Review of Anthropology
Annual Review of Anthropology è una rivista accademica che pubblica articoli di revisione inerenti agli sviluppi più significativi dell'antropologia e delle sotto-discipline correlate.
Fondata dalla Stanford University Press nel 1959 con il nome di Biennial Review of Anthropology, nel 1972 assunse il titolo attuale quando l'Annual Reviews ne divenne la casa editrice.
Dal 2013 Don Brenneis e Karen B. Strier sono i redattori capo.
Secondo il Journal Citation Reports, la rivista ha ricevuto un fattore di impatto di 2,8 per l'anno 2023.
Dal 2023 è pubblicata in modalità di accesso aperto, secondo il modello Subscribe to Open.

## Storia
Alla fine degli anni '50, l'antropologo Bernard J. Siegel ricevette una sovvenzione dalla National Science Foundation per fondare una rivista di antropologia che pubblicasse articoli di revisione relativi ai recenti sviluppi della disciplina. Nel 1959 la Stanford University Press pubblicò il primo volume intitolato Biennial Review of Anthropology. Siegel era il direttore editoriale della rivista. Alla pubblicazione del terzo volume, Siegel fu contattato dallo psicologo Ernest R. Hilgard, membro del consiglio di amministrazione dell'Annual Reviews, per pubblicare la rivista con loro invece che con la Stanford University Press. Siegel inizialmente era riluttante, ma alla fine capì i vantaggi di cambiare editore.
La Biennial Review of Anthropology aveva pubblicato sette volumi in totale fino al 1971, quando nell'anno seguente il progetto fu assunto dall'editore no profit Annual Reviews, che lasciò Siegel in qualità di caporedattore.  La periodicità divenne annuale invece che biennale e, di conseguenza, il titolo mutò in Annual Review of Anthropology. Divenne la seconda rivista nel campo delle scienze sociali pubblicata da Annual Reviews, dopo l'Annual Review of Psychology, pubblicata per la prima volta nel 1950. A partire dal secondo volume, includeva capitoli introduttivi in cui importanti antropologi riflettevano sulle loro carriere. Il venticinquesimo volume, pubblicato nel 1996, fu la prima pubblicazione della rivista in formato elettronico.

## Perimetro editoriale
La rivista editoriale identifica il suo perimetro editoriale con la copertura degli sviluppi più significativi nel campo dell'antropologia; copre sotto-discipline come l'archeologia, l'antropologia biologica, la linguistica, l'antropologia internazionale e regionale e l'antropologia socioculturale.

## Indicizzazione
Secondo il Journal Citation Reports, la rivista ha ricevuto per il 2023 un fattore di impatto pari a 2,8, classificandosi al nono posto fra 91 riviste nella categoria "Antropologia".
Gli abstract e gli articoli sono indicizzati da: Scopus, Science Citation Index Expanded, Social Sciences Citation Index, IBZ Online, Anthropological Literature e Academic Search, tra gli altri.

## Processo editoriale
L'Annual Review of Anthropology ha un caporedattore, che è assistito dal comitato editoriale, che comprende i suoi sostituti, i membri regolari e, occasionalmente, i redattori ospiti. I membri ospiti partecipano su invito del caporedattore e hanno un mandato di un anno.
Tutti gli altri membri del comitato editoriale sono nominati dal consiglio di amministrazione di Annual Reviews e hanno un mandato di cinque anni. Il comitato editoriale determina quali argomenti devono essere inclusi in ogni volume e sollecita revisioni da parte di autori qualificati. Non sono accettati manoscritti non richiesti. La revisione paritaria dei manoscritti accettati è effettuata dal comitato editoriale.

### Redattori dei volumi
Le date riportate di seguito indicano gli anni di pubblicazione in cui qualcuno è stato accreditato come caporedattore o co-redattore di un volume della rivista.
Poiché i volumi sono pianificati molto prima della loro pubblicazione, la nomina di un caporedattore capo generalmente avveniva prima del primo anno qui indicato. Sono riportati anche quei capiredattori andati in pensione o deceduti prima della pubblicazione, purché abbiano contribuito a pianificare il volume.
- Bernard J. Siegel (1959–1992)[3]
- William H. Durham (1993–2008)[11]
- Don Brenneis and Peter Ellison (2010–2014)[12][13]
- Brenneis and Karen B. Strier (annunciata per il 2012;[14] accreditati per il volume del 2015[15]-).

### Comitato editoriale
Al 2025, il comitato editoriale è composto da:
- Eduardo Góes Neves
- Sharon N. DeWitte
- Angela Reyes
- Sonja van Wichelen
- Graham M. Jones
- Uzma Z. Rizvi
- Eduardo G. Neves
- Annemarie Samuels